# Jack Morrell
Jack Morrell (* 1933) ist ein britischer Wissenschaftshistoriker.

## Leben
Er war 1964 bis 1994 Lecturer und danach Reader in Wissenschaftsgeschichte an der University of Bradford.
1970 war er Gastprofessor an der University of Pennsylvania und 1987 Supernumerary Fellow am Brasenose College der Universität Oxford. 1995 bis 1997 war er Leverhulme Emeritus Fellow. Ab 1992 war er Gastprofessor an der University of Leeds.
Er befasste sich speziell mit britischer Wissenschaftsgeschichte (Universität Oxford, British Association for the Advancement of Science), Geschichte wissenschaftlicher Institutionen und Geschichte der Geologie. Unter anderem verfasste er eine Biographie des Geologen John Phillips.
2007 erhielt er die Sue Tyler Friedman Medal. 1978 bis 1982 war er Vizepräsident und 1982 Präsident der British Society for the History of Science. 1984 wurde er Fellow der Royal Historical Society.

## Schriften
- John Phillips and the Business of Victorian Science, Aldershot: Ashgate, 2005
- Science at Oxford, 1914–1939: Transforming an Arts University, Oxford: Clarendon Press, 1967, 1997
- Science, Culture and Politics in Britain, 1750–1870, Aldershot: Ashgate, 1997
- Herausgeber mit I. Inkster: Metropolis and Province: Science in British Culture, 1780–1850, London: Hutchinson, 1983
- mit Arnold W. Thackray: Gentlemen of Science: Early Years of the British Association for the Advancement of Science, Oxford: Clarendon Press, 1981
- Herausgeber mit A. W. Thackray: Gentlemen of Science: Early Correspondence of the British Association for the Advancement of Science, Royal Historical Society, Camden Series, vol. 30, 1984